# Semiothisa praegrandis
Semiothisa praegrandis là một loài bướm đêm trong họ Geometridae.